# Hattrick
Hattrick este un joc online, dezvoltat de Hattrick Limited și lansat inițial la 30 august 1997.

## Introducere
În momentul de față comunitatea are 128 ligi și mai bine de 243.000 manageri cu echipele lor din toată lumea. Există o comunitate imensă stransă in jurul jocului, care adună informații, face statistitici despre tot ce se întâmplă în joc. După o scurtă perioadă de înregistrare, noul utilizator primește echipă. Aproape întotdeauna noii utilizatori primesc o echipă veche, închisă, atât cât și pozitia acesteia în liga și clasamentul, cu o formație de jucatori inițială și cu un antrenor mai slab, un stadion mai mic, fanclub, și fără specialiști. După acestea, jucătorul este liber să își organizeze cum dorește echipa, să cumpere sau să vândă jucători, să formeze o schemă tehnică și multe altele. Dacă utilizatorul reușește să câștige liga din care face parte, el sau ea promovează într-o ligă superioară cel puțin pentru sezonul următor care se întinde pe durata a patru luni, jumătate din aceștia direct iar cealaltă jumătate după jucarea meciurilor de baraj cu o echipă din liga superioară care a terminat pe unul din locurile aflate în zona de baraj (5-6).
Hattrick este un joc online gratis. Serviciul normal oferă posibilitatea de a schimba tipul antrenamentului, de a angaja sau concedia specialiști, cumpăra sau vinde jucători, aranja echipa de joc pentru meci, de a investi echipa de tineret, și de conduce echipa așa cum un posesor de echipă de fotbal reala ar face. Ca joc de manager, utilizatorul trebuie să le dea jucatorilor pozitii de joc și alte poziții de strategie și tehnică de bază.
Hattrick este într-o continuă schimbare, cei care îmbunătățesc jocul adaugă în mod constant noi caracteristici și le dezvolta pe cele existente. Aceste adăugări și idei propuse sunt deobicei aprig dezbătute în conferințele jocului - un topic aprig dezbătut în conferina a fost acela de a se introduce sau nu un sistem gen Liga Campionilor între echipele de top din ligile naționale, care din 19 decembrie 2005 s-a și implementat sub denumirea de Hattrick Masters.
După numarul de ligi, primele țări din Hattrick sunt Italia ,Spania, Germania, Polonia, Franța, Elveția, Olanda, România, Portugalia, Belgia, Turcia, Finlanda, Argentina, Suedia, Chile, Ungaria si Brazilia.
România în Hattrick este a opta țară după numărul de utilizatori, dar cu un palmares foarte bun, fiind una din puținele țări câștigătoare de Campionat Mondial pentru jucători sub 20 ani de trei ori.
Hattrick Supporter
Hattrick oferă și 'Supporter' care permite utilizatorilor opțiuni în plus față de cele de bază. Aceste opțiuni în plus sunt desenarea arenei, atribuirea de numere jucătorilor echipei , adăugarea de stemă clubului. Cu 'Supporter'-ul adăugat, jocul oferă posibilitatea de a intra în federații unde se pot, de asemenea, scrie mesaje. Supporter costa între 69,99 si 136,51 euro anual în funcție de pachetul gold, platinum, diamond.